# Teresa García Sena
Teresa García Sena (València, 26 de març de 1977 és una política valenciana, diputada al Congrés dels Diputats en la IX i X legislatures.
És llicenciada en Direcció i administració d'empreses. Militant del Partit Popular, ha estat assessora del gabinet del president de la Generalitat Valenciana i del gabinet del Delegat del Govern en la Comunitat Valenciana.
L'octubre de 2008 va substituir en el seu escó María José Catalá Verdet, diputada escollida a les eleccions generals espanyoles de 2008 i que havia renunciat al seu escó. De 2008 a 2011 fou secretària segona de la Comissió de Cooperació Internacional per al Desenvolupament del Congrés dels Diputats. El març de 2014 va substituir Susana Camarero Benítez, escollida diputada a les eleccions generals espanyoles de 2011. Des d'aleshores és secretària primera de la Comissió Mixta per a les Relacions amb el Tribunal de Comptes.